# Ржичани
Ржичани (чеш. Říčany [ˈr̝iːtʃanɪ], бывш. нем. Ritschan) — город, расположенный в Среднечешском крае Чехии. Находится в 20 километрах от центра Праги (или в 30 минутах езды на поезде). Муниципалитет с расширенными полномочиями.
Деревни Яжловице, Крабошице, Куржи, Пацов, Радошовице, Страшин и Водерадки являются административными частями города.

## История
Первая дошедшая до нас запись о городе датируется 1289 годом. В средние века на месте города стоял замок, который был захвачен гуситами и разрушен во время Тридцатилетней войны.

## Достопримечательности

### Ржичанский Замок
На холме над озером расположены развалины раннеготического града. Он был построен в 1260—1270 гг. по приказу Онджея из Вшехрома, приближённого короля Пржемысла Отакара II и основателя рода Ржичан. После Гуситских войн в град уже никто не вернулся, все обосновались в селении у подножия холма. Град пустовал, неоднократно менял владельцев и к XVI веку был полностью заброшен.
Ржичанский град был одной из древнейших каменных крепостей в округе, построенной в стиле королевских замков.
Град представляет собой памятник архитектуры времен поздних Пржемысловичей.
Нижняя часть замка использовалась как склад продовольствия и оружия. На втором этаже располагался главный зал, а также апартаменты градоначальника.
- Церковь св. Петра и Павла на площади Масарика
- Марианский столб на площади Масарика
- Озеро Юричек (Радошовице, окраина Ржичан)

## Население
| Год  | Численность | Численность |
| ---- | ----------- | ----------- |
| 1869 | 2948        | [ 6 ]       |
| 1880 | 3102        | [ 6 ]       |
| 1890 | 3159        | [ 6 ]       |
| 1900 | 3729        | [ 6 ]       |
| 1910 | 4181        | [ 6 ]       |
| 1921 | 5121        | [ 6 ]       |
| 1930 | 7900        | [ 6 ]       |
| 1950 | 9215        | [ 6 ]       |
| 1961 | 9611        | [ 6 ]       |
| 1970 | 9330        | [ 6 ]       |
| 1980 | 10 703      | [ 6 ]       |
| 1991 | 10 650      | [ 6 ]       |
| 2001 | 10 876      | [ 6 ]       |
| 2014 | 14 409      | [ 7 ]       |
| 2016 | 15 027      | [ 8 ]       |
| 2017 | 15 236      | [ 9 ]       |
| 2018 | 15 448      | [ 10 ]      |
| 2019 | 15 619      | [ 11 ]      |
| 2020 | 15 908      | [ 12 ]      |
| 2021 | 16 167      | [ 13 ]      |
| 2022 | 16 182      | [ 14 ]      |
| 2023 | 16 775      | [ 15 ]      |
| 2024 | 16 955      | [ 4 ]       |

## Города-побратимы
- Альбертслунн, Дания
- Уитстабл, Великобритания